# 4498 Shinkoyama
4498 Shinkoyama је астероид главног астероидног појаса чија средња удаљеност од Сунца износи 3,001 астрономских јединица (АЈ).
Апсолутна магнитуда астероида је 11,1.